# Кашуба, Леонид Авраамович
Леонид Авраамович Кашуба (1914, посёлок Краматоровка, Изюмский уезд, Харьковская губерния, Российская империя — 28 апреля 1958, село Приморское, Сталинская область, Украинская ССР) — украинский партийный деятель, первый секретарь Приморского райкома Компартии Украины, Сталинская область, Украинская ССР. Герой Социалистического Труда (1958).

## Биография
Родился в 1914 году в посёлке Краматоровка (сегодня — Краматорск). После окончания семилетки трудился слесарем. Без отрыва от производства окончил вечернюю среднюю школу. С 1934 года — на профсоюзной работе, с мая 1941 года — первый секретарь Краснолимановского райкома ЛКСМ. С июля 1941 года — член ВКП(б).
Во время оккупации Донбасса воевал в составе партизанского отряда. Был секретарём подпольного Краснолиманского райкома ЛКСМ. После освобождения Донбасса в сентябре 1943 года избран секретарём Сталинского обкома ЛКСМ. С 1946 по 1948 года обучался в республиканской партийной школе в Киеве, затем — на различных партийных должностях в аппарате Сталинского обкома Компартии Украины.
В 1953 году избран первым секретарём Приморского райкома Компартии Украины. Занимался развитием сельского хозяйства в Приморском районе. В 1955 году избирался депутатом Сталинского областного Совета депутатов трудящихся.
В 1957 году обеспечил в целом по району перевыполнение плана по сдаче государству продуктов сельского хозяйства. Указом Президиума Верховного Совета СССР от 26 февраля 1958 года удостоен звания Героя Социалистического Труда за «особые заслуги в развитии сельского хозяйства и достижение высоких показателей по производству зерна, сахарной свёклы, мяса, молока и других продуктов сельского хозяйства и внедрение в производство достижений науки и передового опыта» с вручением ордена Ленина и золотой медали «Серп и Молот» (№ 8102).
Этим же указом званием Героя Социалистического Труда был награждён председатель колхоза имени XX партсъезда Приморского района Пётр Максимович Нестеренко.
Проживал в посёлке Приморское. Страдал тяжёлой болезнью. Скончался вскоре после награждения званием Героя Социалистического Труда в апреле 1958 года.
Награды
- Герой Социалистического Труда
- Орден Ленина
- Орден Красного Знамени (05.01.1944)
- Медаль «Партизану Отечественной войны» 1 степени (05.10.1943)